# 機密院

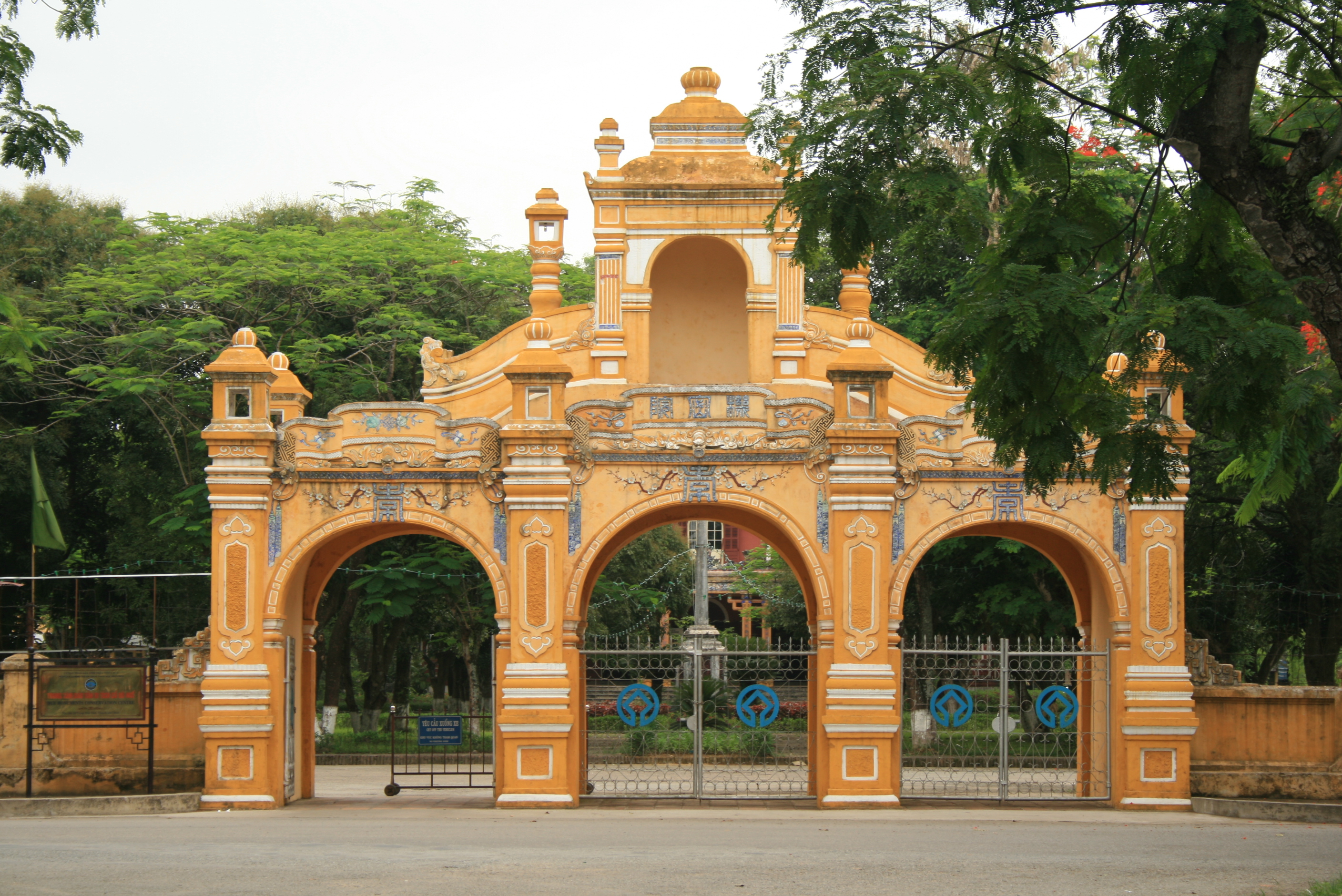
機密院總部

機密院（越南语：／）是越南阮朝的一個朝廷官署名稱，職能大體相當於中國清朝的軍機處。其辦公地點位於順化皇城的勤政殿前庭左庑的右值房。
明命十五年（1834年）十二月，明命帝平定南圻的黎文叛亂之後，模仿中國宋朝的樞密院和清朝的軍機處，設立機密院作為輔政機關。與其相鄰的是內閣辦公處。凡遇軍機大事，阮朝的四柱大學士（勤政殿大學士、文明殿大學士、武顯殿大學士、東閣大學士）至此商議。機密院設立以後，正一品的殿閣大學士基本上成為名譽頭銜。
成泰年間，法國派遣的中圻欽使駐紮於此。成泰帝初即位，年齡尚小，法國人指定四人為輔政大臣，建立輔政府。成泰九年（1897年）九月，因成泰帝年齡增大，而輔政府與機密院職能重合，於是將輔政府併入機密院。維新元年（1907年）七月，維新帝年幼即位，又改機密院為輔政府。啟定元年（1916年）五月，因新帝啟定帝並非年幼，再改輔政府為機密院。